# Манбан
Манбан (кор. 만방?, 萬方?) — ряд государственных сетевых медиаплееров, выпущенных в КНДР Центральным радиовещательным комитетом, обеспечивая OTT-содержание в виде каналов. Создано в ответ на стриминг-платформы, такие как американская Netflix и южнокорейская Roku. Название происходит от корейского слова man (manbang), означающего «везде» или «каждое направление», передавая природу услуги по требованию. Из-за изоляционизма КНДР пользователи подключаются к услуге не через Интернет, а через контролируемую государством сеть «Кванмён», используя протокол IPTV.

## Контент
В дополнение к видео по запросу, Манбан, как сообщается, предлагает зрителям возможность смотреть прямые трансляции всех четырёх телеканалов и слушать трансляцию Центрального радио КНДР:
| № | Телеканал                         | Корейское название |
| - | --------------------------------- | ------------------ |
| 1 | Корейское центральное телевидение | 조선중앙텔레비죤   |
| 2 | Мансудэ                           | 만수대텔레비죤     |
| 3 | Рённамсан                         | 룡남산텔레비죤     |
| 4 | Спортивное телевидение            | 체육텔레비죤       |
| 5 | Центральное вещание (Голос Кореи) | 중앙방송           |

## Технические данные[6]
- Соединение IPTV-тюнера с Кванмёном осуществляется через Wi-Fi. Для подключения телевизора к тюнеру используются кабели HDMI, USB и стандартные разъёмы для аудио- и видеоканалов и антенны.
- Максимальная скорость потокового видео — 37 Мбит/с — достигается при распространении сигнала Корейского центрального телевидения.
- Помимо раздела основного эфирного вещания, в системе доступны разделы просмотра уже бывших в эфире КЦТВ передач и фильмов в специальных разделах, а также просмотр фильмов из видеотеки «Уриминджоккири» и компании «Мокран».
- Чтение онлайн-версий новостей ЦТАК и газеты «Нодон синмун» осуществляется непосредственно с экрана телевизора.

## Доступность
По данным Корейского центрального телевидения, зрители могут пользоваться этой услугой не только в Пхеньяне, но и в Саривоне и Синыйджу — регионах, в которых, согласно заявлениям государственного телеканала, спрос на оборудование особенно высок и в регионе насчитывается несколько сотен пользователей.